# 蓟罂粟

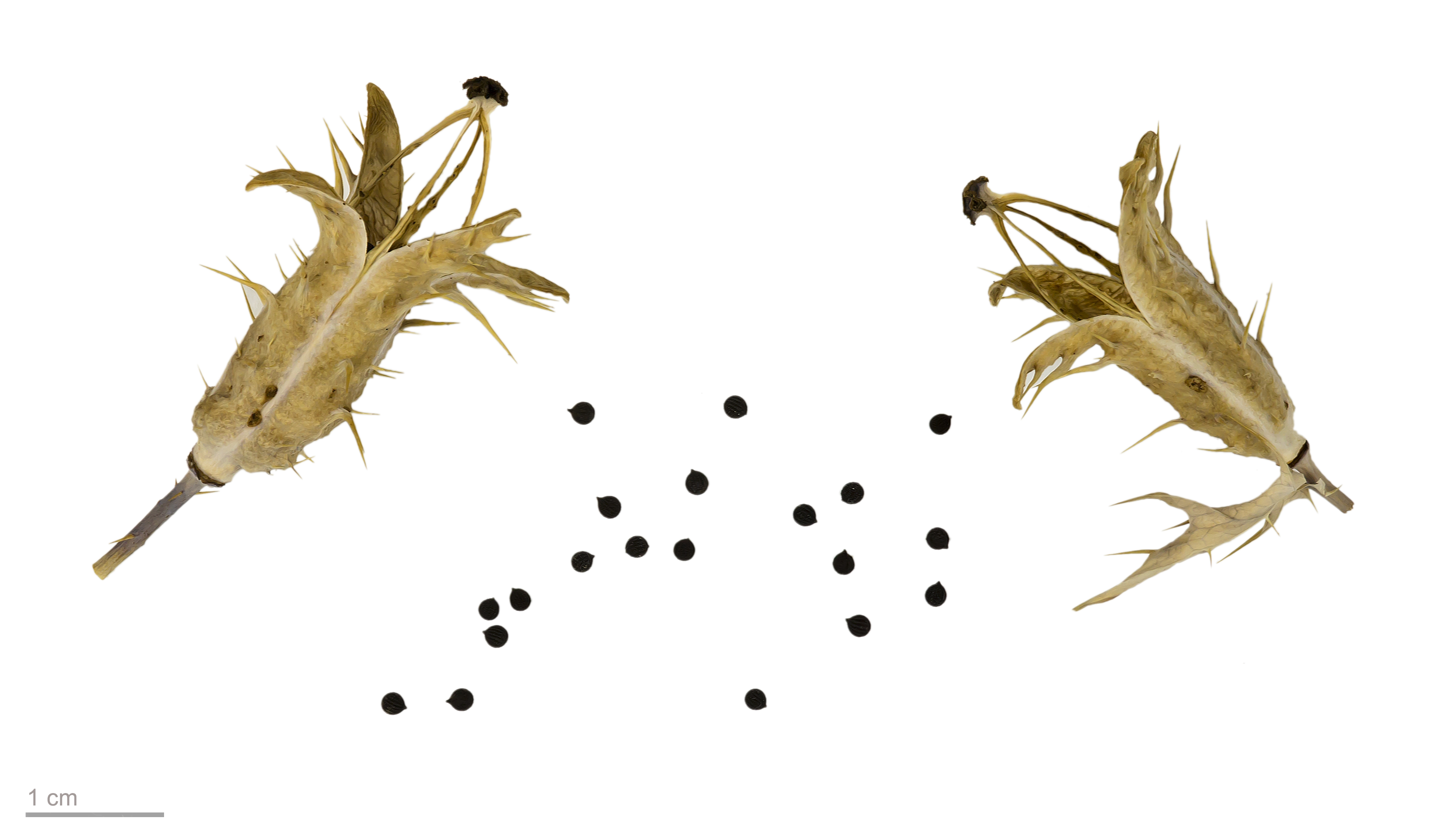
Argemone mexicana

蓟罂粟（学名：Argemone mexicana）为罂粟科蓟罂粟属下的一个种。其种加词“mexicana”意为“墨西哥的”。